# Minor Hill
Minor Hill és una població dels Estats Units a l'estat de Tennessee. Segons el cens del 2000 tenia 437 habitants.

## Demografia
Segons el cens del 2000, Minor Hill tenia 437 habitants, 181 habitatges, i 129 famílies. La densitat de població era de 106,1 habitants/km².
Dels 181 habitatges en un 32% hi vivien nens de menys de 18 anys, en un 56,9% hi vivien parelles casades, en un 11,6% dones solteres, i en un 28,7% no eren unitats familiars. En el 28,7% dels habitatges hi vivien persones soles el 14,4% de les quals corresponia a persones de 65 anys o més que vivien soles. El nombre mitjà de persones vivint en cada habitatge era de 2,41 i el nombre mitjà de persones que vivien en cada família era de 2,95.
Per edats la població es repartia de la següent manera: un 27,5% tenia menys de 18 anys, un 6,9% entre 18 i 24, un 28,6% entre 25 i 44, un 18,8% de 45 a 60 i un 18,3% 65 anys o més.
L'edat mediana era de 36 anys. Per cada 100 dones de 18 o més anys hi havia 92,1 homes.
La renda mediana per habitatge era de 27.625 $ i la renda mediana per família de 30.714 $. Els homes tenien una renda mediana de 26.645 $ mentre que les dones 23.250 $. La renda per capita de la població era de 13.373 $. Entorn del 14,5% de les famílies i el 13,6% de la població estaven per davall del llindar de pobresa.

## Poblacions més properes
El següent diagrama mostra les poblacions més properes.